# René Fernández Apaza
René Fernández Apaza (Padilla (Bolivia), 9 de enero de 1924-Cochabamba, 14 de agosto de 2013) fue un prelado católico boliviano.
Ordenado sacerdote el 28 de noviembre| de 1948, Fernández fue ordenado obispo por la Diócesis de Oruro el 2 de marzo de 1968 y consagrado el 21 de abril de ese mismo año. Nombrado Obispado castrense de Bolivia el 30 de julio de 1975, renunciaría el 17 de mayo de 1986. Fernández fue nombrado obispo coadjutor de la arquidiócesis de Sucre el 21 de noviembre de 1981 y confirmado el 30 de noviembre de 1983. Su último nombramiento fue el 16 de abril de 1988 al ser designado arzobispo de Cochabamba, cargo que ostentaría hasta su retirada el 8 de julio de 1999.
Fernández moriría aparentemente de un ataque al corazón el 14 de agosto de 2013.